# Torneo de Buenos Aires 2023
El Argentina Open 2023 fue un evento de tenis profesional masculino de la categoría ATP 250 que se jugó en tierra batida. Se trató de la 23.a edición del torneo que forma parte del ATP Tour 2023. Se disputó del 13 al 19 de febrero de 2023 en el Buenos Aires Lawn Tennis Club de Buenos Aires, Argentina.

## Distribución de puntos
| Modalidad            | Campeón | Finalista | Semifinales | Cuartos de final | 2ª ronda | 1ª ronda | Clasificados | 2ª ronda de clasificación | 1ª ronda de clasificación |
| Individual masculino | 250     | 165       | 100         | 50               | 25       | 0        | 13           | 7                         | 0                         |
| Dobles masculino     | 250     | 150       | 90          | 45               | 20       | 0        | -            | -                         | -                         |

## Cabezas de serie

### Individuales masculino
| Tenista             | Ranking | Preclasificado |
| Carlos Alcaraz      | 2       | 1              |
| Cameron Norrie      | 11      | 2              |
| Lorenzo Musetti     | 18      | 3              |
| Diego Schwartzman   | 28      | 4              |
| Francisco Cerúndolo | 31      | 5              |
| Sebastián Báez      | 47      | 6              |
| Alex Molčan         | 52      | 7              |
| Albert Ramos        | 54      | 8              |

- Ranking del 6 de febrero de 2023.[2]

### Dobles masculino
| Tenistas                           | Ranking | Preclasificado |
| Marcel Granollers Horacio Zeballos | 27      | 1              |
| Rafael Matos David Vega Hernández  | 56      | 2              |
| Simone Bolelli Fabio Fognini       | 61      | 3              |
| Máximo González Andrés Molteni     | 87      | 4              |

## Campeones

### Individual masculino
Carlos Alcaraz venció a  Cameron Norrie por 6-3, 7-5

### Dobles masculino
Simone Bolelli /  Fabio Fognini vencieron a  Nicolás Barrientos /  Ariel Behar por 6-2, 6-4